# Annette Caspar

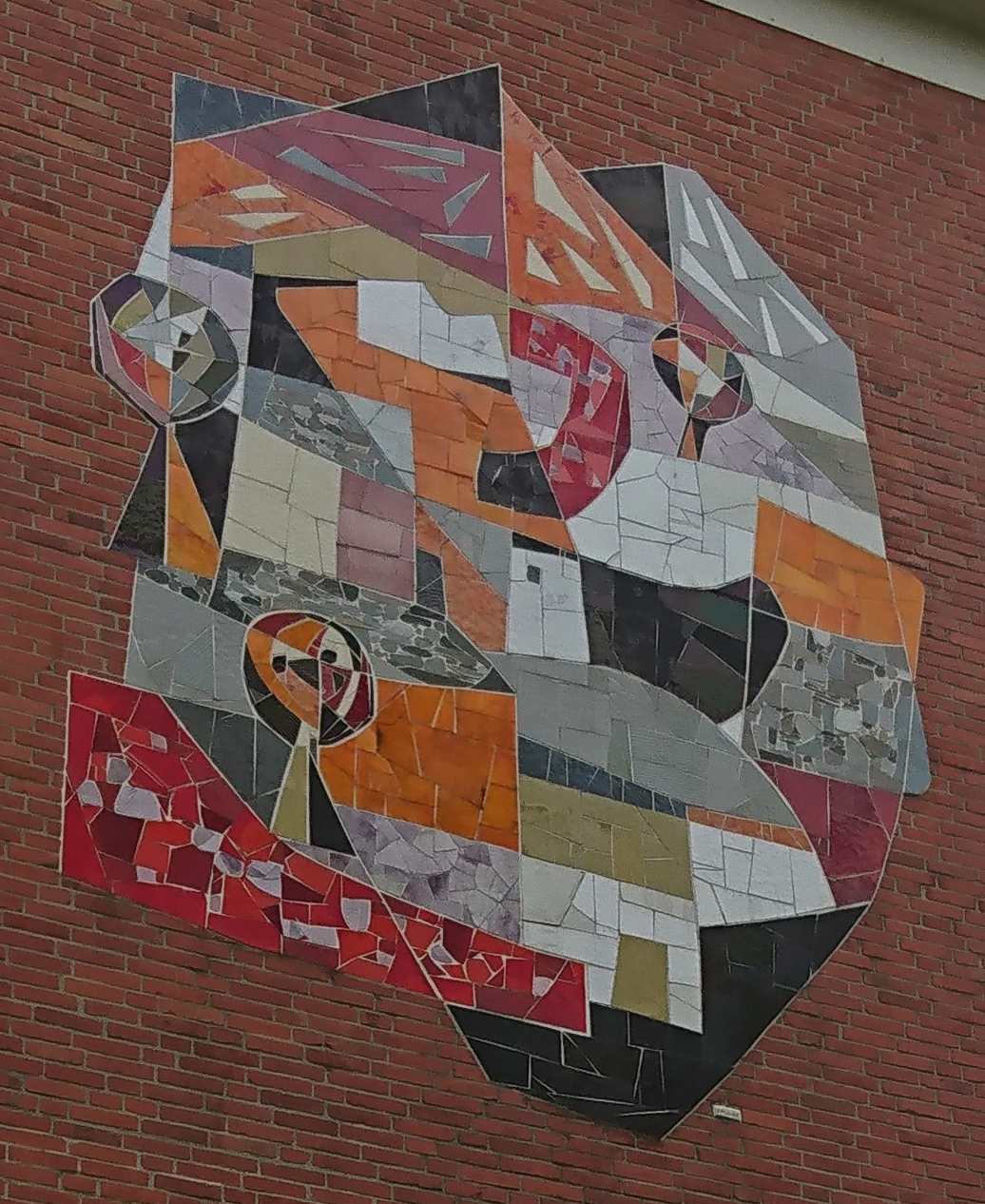
Mosaik, 1961, Theodor-Fahr-Straße 47, Hamburg-Langenhorn

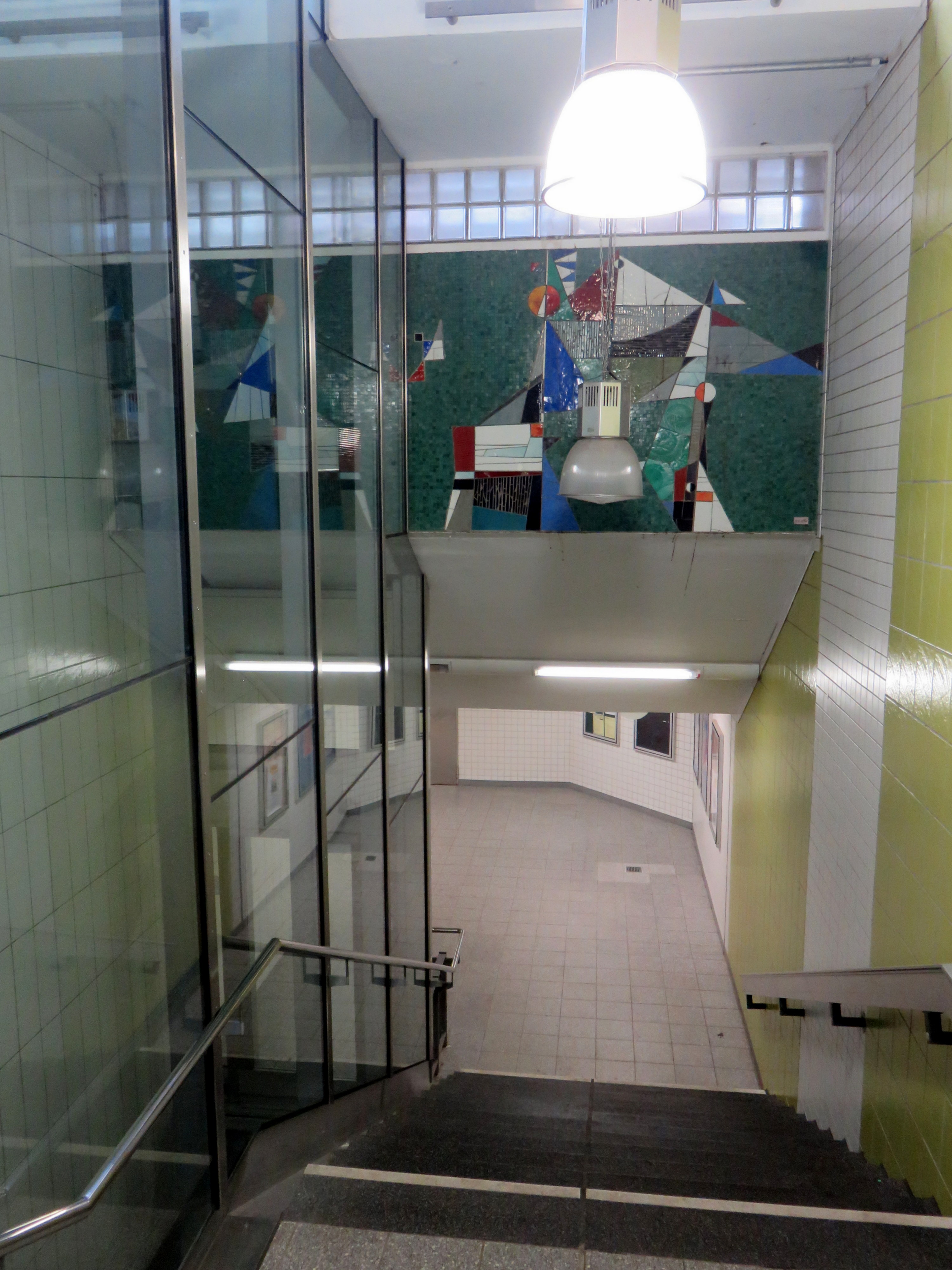
Glas- und Keramikmosaik, 1960, U-Bahnhof Kiwittsmoor, Hamburg-Langenhorn

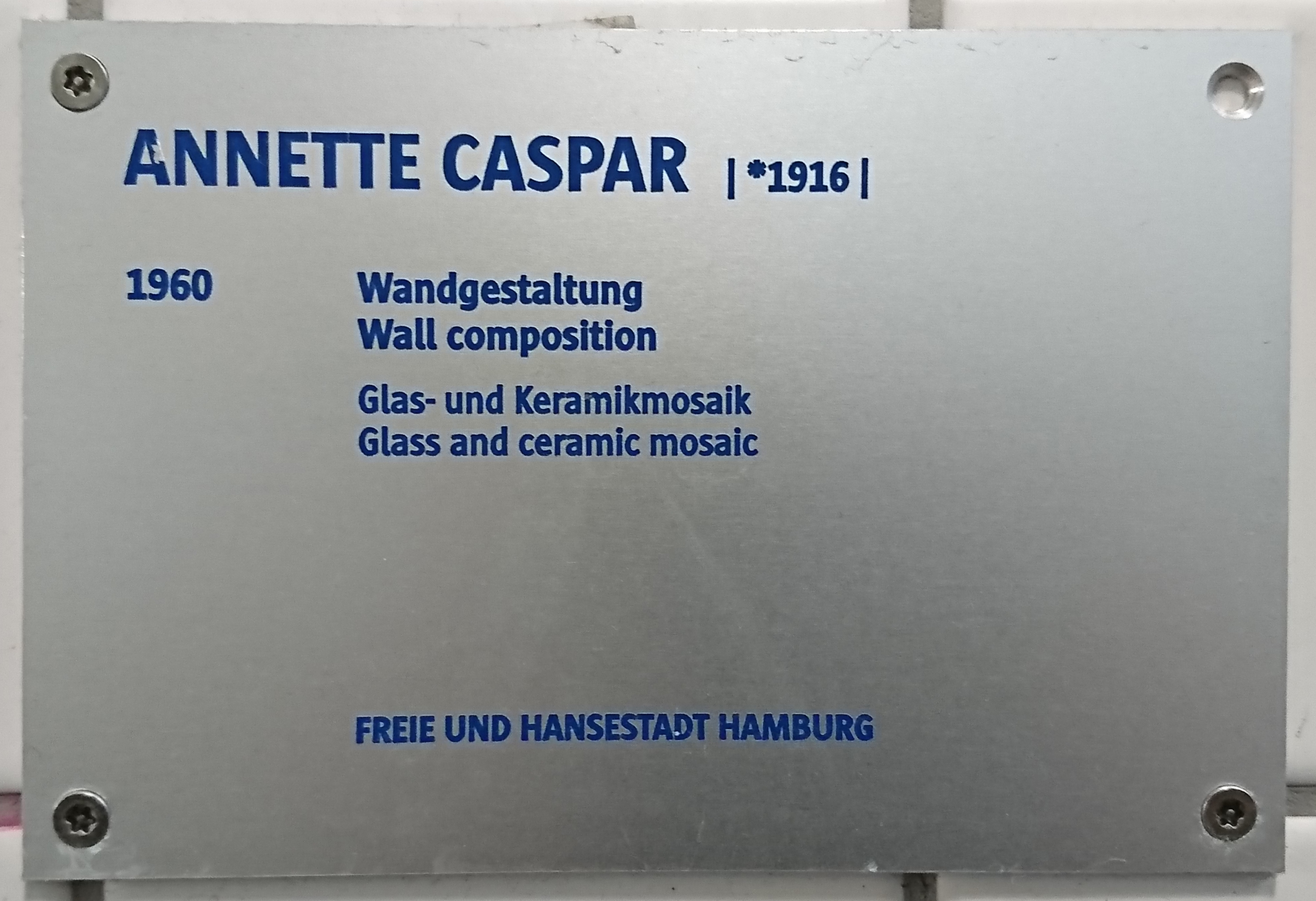
Hinweisschild im U-Bahnhof Kiwittsmoor

Annette Caspar, auch Pauline (Polly) Annelies Maria Caspar, später Mac Lean, Mc-Lean-Casper oder Caspar-Mc. Lean, dann Bracegirdle (* 23. Januar 1916 in Berlin; † 23. Oktober 2008 in Gislingham, Suffolk), war eine deutsch-britische Malerin, Grafikerin, Wandgestalterin und Keramikerin.

## Leben
Annette Caspar wurde am 23. Januar 1916 in Berlin geboren. 1918 zog sie mit ihrer Familie nach Hamburg. Von 1933 bis 1934 studierte sie dort an der Hansischen Hochschule für Bildende Künste bei Hugo Meier-Thur. Nach einer Studienreise in die Schweiz folgte eine neunmonatige Anstellung als Grafikerin in der Werbeabteilung der Firma Montblanc in Hamburg.
Von 1935 bis 1938 studierte sie an den Vereinigten Staatsschulen für freie und angewandte Kunst in Berlin. Nach einem Semester Gebrauchsgrafik wechselte sie zum Fach Freie Kunst bei Adolf Strübe. In den Ferien betrieb sie Studien auf der Ostseeinsel Hiddensee. 1938 bis 1940 entwarf sie Titelseiten für die Zeitschrift Elegante Welt. 1940 bis 1942 setzte sie ihr Studium bei Adolf Strübe fort. Ab 1942 schuf sie Zeichnungen von Pflanzenschädlingen für eine chemische Fabrik. Danach folgte „kriegswichtige“ Arbeit. Am 26. März 1945, drei Wochen vor Beginn der letzten Schlacht um Berlin, floh sie von Berlin zum Bodensee.
Sie heiratete den Maler und Bildhauer Harry Mac Lean, der ebenfalls ein Schüler Strübes war, und wohnte bis 1950 in Heidelberg. In der Heidelberger Heiliggeistkirche restaurierte sie mit ihm frühgotische Fresken. 1948 und 1949 war sie Mitglied des Vereins bildender Künstler Baden. 1950 trennte sie sich von ihrem Mann und kehrte danach mit ihrem dreijährigen Sohn nach Hamburg zurück. Ab 1953 ist sie im Hamburger Adressbuch verzeichnet als A. Mac Lean in der Sierichstraße 156 in Hamburg-Winterhude, in der seit 1932 Mitglieder der Familie Caspar wohnten. Später, bis 1961, ist sie als Annette Mc-Lean-Casper im Hamburger Adressbuch unter derselben Adresse erfasst. Von 1950 bis 1968 war sie Mitglied des Berufsverbandes bildender Künstler Hamburg und der GEDOK. In Hamburg erhielt sie insgesamt 34 Aufträge für Kunst am Bau. Zu dem Hamburger Maler Theo Wilhelm (1912–2005) hegte sie eine lebenslange Freundschaft.
1961 reiste sie erstmals nach Griechenland. 1965 lernte sie den ehemaligen Lieutenant Commander der Königlich Australischen Marine Warwick Seymour Bracegirdle (* 22. Dezember 1911 in Newcastle, Australien) kennen. Ab 1965 lebte sie auf der griechischen Insel Paros. 1968 zog sie nach England und lebte drei Jahre in Hampshire. Dort heiratete sie am 20. September 1969 im Registration Office von Gosport Warwick Seymour Bracegirdle, der sich vorher, am 5. August 1969 in Winchester von seiner ersten Frau scheiden ließ. 1971 zog sie mit ihm in ein Haus in Lodge Cottage in Gislingham in Suffolk, an das später ein Atelier angebaut wurde. Ab 1975 besaß sie eine eigene Töpferei. Am 30. April 1975 wurde vom britischen Innenministerium ihr Treueschwur registriert, infolge der Ausstellung ihrer Einbürgerungsurkunde vom britischen Außenministerium.
Am 14. März 1993 starb ihr Mann in ihrem Haus in Gislingham und wurde auf dem Friedhof von St. Mary’s in Gislingham beigesetzt. 1995 gab sie die keramische Arbeit auf, schuf aber weiterhin Zeichnungen und Aquarelle. Am 23. Oktober 2008 starb auch sie in ihrem Haus in Gislingham und wurde am 3. November auf dem Friedhof von St. Mary’s in Gislingham beigesetzt.

## Ausstellungen (Auswahl)
Einzelausstellungen
- Schloss Oldenburg
- Bremen
- 1974: Farnham, Suffolk

Gemeinschaftsausstellungen
- 1964: Ausstellung der GEDOK, Hamburg
- 1964: Ausstellung der GEDOK, Landessparkasse, Hannover
- Ab 1975: Jährliche Ausstellung der Eye Arts Guild, Eye, Suffolk

## Werke (Auswahl)
Maße: Breite × Höhe
- Ca. zwischen 1932 und 1946: Selbstporträt (möglicherweise von ihr, nicht signiert, Verso nachträglich von fremder Hand bezeichnet), Öl auf Leinwand, auf Platte maroufliert, 34 × 49 cm[12][13]
- 1954: Kunstwerk im oder am Ortsamt Barmbek-Uhlenhorst, heute Kundenzentrum Barmbek-Uhlenhorst, Bezirksamt Hamburg-Nord, Fachamt Einwohnerwesen, Poppenhusenstraße 6, Hamburg-Barmbek-Nord
- 1955 (oder 1965[2]): 2 Glasmosaiken mit Vögeln und Schmetterlingen, beidseitig der Treppe im Eingangsbereich, Meisterschule für Mode, Armgartstraße 24, Hamburg-Hohenfelde – 2016 wiederentdeckt[14][15]
- 1957: Sport- und Spielgeräte, Wandarbeit, Stirnwand Turnhalle, innen, Schule Dempwolffstraße 7, Hamburg-Eißendorf
- 1957: Drei Glasmosaiken mit den Themen Wasser, Luft und Erde, Schule Paul-Sorge-Straße, Hamburg-Niendorf (beschädigt)[16][17] – Wegen Schulneubau 2020 nicht mehr vorhanden – dokumentiert in "Kunst am Bau in Hamburg 1947 - 1958"[18]
- 1957: Märchen, Wandgestaltung im Eingangsbereich der Schule Freiligrathstraße 22, später umbenannt in Schule Angerstraße 31–33,[19] Hamburg-Hohenfelde
- 1957: Kunstwerk in oder an der Bücherhalle am Ottenser Marktplatz, heute Kundenzentrum Altona, Bezirksamt Altona, Fachamt Einwohnerwesen, Ottenser Marktplatz 10, Hamburg-Ottensen
- 1957: Glasmosaik in der Pausenhalle, jetzt Toilettenwand, Grundschule Potsdamer Straße 6, Hamburg-Rahlstedt[20]
- 1958: Hafenmotiv, Wandgestaltung der heutigen Cafeteria der Staatlichen Gewerbeschule für Holztechnik, G6, Richardstraße 1, Hamburg-Barmbek-Süd
- 1960: Glas- und Keramikmosaik über der Treppe, signiert rechts unten mit A Caspar,[21] U-Bahnhof Kiwittsmoor, Hamburg-Langenhorn[22]
- 1960 oder 1961: 2 Keramikmosaiken, im Treppenhaus des Kreuzbaus, Grundschule Potsdamer Straße 6, Hamburg-Rahlstedt[23]
- 1961: Mosaik an Hausfassade, Theodor-Fahr-Straße 47, Hamburg-Langenhorn – Schiffszimmerer-Genossenschaft[24]
- 1961: Kunstwerk in oder an der Schule Luttherothstraße 34/36, Hamburg-Eimsbüttel
- 1964: Metallrelief, Bethesda Krankenhaus, Glindersweg 80, Hamburg-Bergedorf
- 1964: Wandgestaltung in der Pausenhalle des Heilwig-Gymnasiums, Wilhelm-Metzger-Straße 4, Ecke Bebelallee, Hamburg-Alsterdorf
- 1965: Kunstwerk im Unfallkrankenhaus Bergedorf, heute BG Klinikum Hamburg, Bergedorfer Straße 10, Hamburg-Lohbrügge
- 1965: Kunstwerk im Krankenhaus Barmbek, heute Asklepios Klinik Barmbek, Rübenkamp 220, Hamburg-Barmbek-Nord
- 1965: Kunstwerk im oder am Hotel Europäischer Hof, Kirchenallee 45, Hamburg-St. Georg
- 1965: Kunstwerke in der Kantine und im Eingangsbereich des HEW-Bürohauses[2] (Wenn HEW-Gebäude, heute Vattenfall-Gebäude, im Überseering 12, City Nord, Hamburg-Winterhude, dann wohl eher 1967, 1968 oder 1969)